# Popis vrsta roda Ardisia
Popis vrsta roda Ardisia

## A
1. Ardisia aciphylla Pit.
2. Ardisia affinis Hemsl.
3. Ardisia agasthyamalayana Nazarudeen, G. Rajkumar & Alister
4. Ardisia aguirreana Pipoly
5. Ardisia alabastroalata Taton
6. Ardisia alajuelae (Lundell) Lundell
7. Ardisia alata H. R. Fletcher
8. Ardisia albisepala (Lundell) Lundell
9. Ardisia albomaculata Pit.
10. Ardisia albovirens Mez
11. Ardisia alutacea C. Y. Wu & C. Chen
12. Ardisia alverezii Merr.
13. Ardisia alyxiifolia Tsiang ex C. Chen
14. Ardisia amabilis Stapf
15. Ardisia amanuensis Lundell
16. Ardisia amboinensis Scheff.
17. Ardisia amherstiana A. DC.
18. Ardisia amplexicaulis Bedd.
19. Ardisia anaclasta B. C. Stone
20. Ardisia anamalaiana V.Ravich., Murug. & P.S.S.Rich.
21. Ardisia anchicayana Ricketson & Pipoly
22. Ardisia andamanica Kurz
23. Ardisia angucianensis Ricketson & Pipoly
24. Ardisia angustata Urb.
25. Ardisia angustissima Kaneh. & Hatus.
26. Ardisia annamensis Pit.
27. Ardisia apoda Standl. & Steyerm.
28. Ardisia applanata C. M. Hu & J. E. Vidal
29. Ardisia aprica H. R. Fletcher
30. Ardisia apsidata B. C. Stone
31. Ardisia arborea Koord. & Valeton
32. Ardisia arcuata Kaneh. & Hatus.
33. Ardisia argentea Pit.
34. Ardisia argentiana Julius & Utteridge
35. Ardisia artemata B. C. Stone
36. Ardisia asymmetrica C. M. Hu & J. E. Vidal
37. Ardisia atrobullata Taton
38. Ardisia atropurpurea Lundell
39. Ardisia atrovirens K. Larsen & C. M. Hu
40. Ardisia attenuata Wall.
41. Ardisia auriculata Donn. Sm.
42. Ardisia awarum Ricketson & Pipoly

## B
1. Ardisia bakeri C. T. White
2. Ardisia bamendae Cheek
3. Ardisia bampsiana Taton
4. Ardisia banaensis C. M. Hu & P. K. Lôc
5. Ardisia banghamii Merr.
6. Ardisia baotingensis C. M. Hu
7. Ardisia baracoensis (Britton & P. Wilson) Alain
8. Ardisia barnesii Ridl.
9. Ardisia bartletii Lundell
10. Ardisia basilanensis Merr.
11. Ardisia bastonalensis Ricketson & Pipoly
12. Ardisia batangaensis Taton
13. Ardisia baviensis C. M. Hu & J. E. Vidal
14. Ardisia beccariana Mez
15. Ardisia belaitensis C. M. Hu
16. Ardisia belingaensis Taton
17. Ardisia benomensis M. R. Hend.
18. Ardisia betongensis H. R. Fletcher
19. Ardisia bifaria C. T. White & W. D. Francis
20. Ardisia biflora King & Gamble
21. Ardisia biniflora Ridl.
22. Ardisia bisumbellata Mez
23. Ardisia blatteri Gamble
24. Ardisia blepharodes Lundell
25. Ardisia borneensis Scheff.
26. Ardisia botryosa E. Walker
27. Ardisia brachybotrys K. Schum. & Lauterb.
28. Ardisia brachypoda Urb.
29. Ardisia brachythyrsa Stapf
30. Ardisia brackenridgei (A. Gray) Mez
31. Ardisia bracteata Baker
32. Ardisia bracteosa A. DC.
33. Ardisia bractescens Ridl.
34. Ardisia brandisiana Kurz
35. Ardisia brassiella B. C. Stone
36. Ardisia brassii Sleumer
37. Ardisia breedlovei Lundell
38. Ardisia brenesii Standl.
39. Ardisia brevicaulis Diels
40. Ardisia brevipedata F. Muell.
41. Ardisia brevipetiolata (Merr.) Merr.
42. Ardisia breviramea Merr.
43. Ardisia brevis Lundell
44. Ardisia brittonii Stearn
45. Ardisia brunnescens E. Walker
46. Ardisia buesgenii (Gilg & G. Schellenb.) Taton
47. Ardisia bullata G. H. Huang & G. Hao
48. Ardisia byrsonimae Stearn

## C
1. Ardisia cabrerae Pipoly
2. Ardisia cadieri Guillaumin
3. Ardisia calavitensis Merr.
4. Ardisia caloneura C. M. Hu & J. E. Vidal
5. Ardisia calophylla Furtado
6. Ardisia calophylloides Pit.
7. Ardisia cameronensis Y. P. Yang
8. Ardisia capillipes Pit.
9. Ardisia capitellata Lundell
10. Ardisia capuronii Pipoly
11. Ardisia cardenasii Pipoly
12. Ardisia cardiophylla B. C. Stone
13. Ardisia carnea Mez
14. Ardisia carnosicaulis C. Chen & D. Fang
15. Ardisia cartagoana Lundell
16. Ardisia castaneifolia Mez
17. Ardisia catharinensis Mez
18. Ardisia caudata Hemsl.
19. Ardisia caudifera Mez
20. Ardisia caudiferoides B. C. Stone
21. Ardisia celebica Scheff.
22. Ardisia centenoi S. Vidal
23. Ardisia chevalieri Pit.
24. Ardisia chimingiana Y. H. Tan & D. L. Quan
25. Ardisia chocoana Lundell
26. Ardisia chrysophyllifolia King & Gamble
27. Ardisia cincta Mez
28. Ardisia clemensii C. M. Hu & J. E. Vidal
29. Ardisia coarcta B. C. Stone
30. Ardisia cockburniana C. M. Hu
31. Ardisia cogolloi Pipoly
32. Ardisia colombiana Lundell
33. Ardisia colonensis Lundell
34. Ardisia coloradoana Lundell
35. Ardisia colorata Link
36. Ardisia comosa (de Wit) Taton
37. Ardisia complanata Wall.
38. Ardisia compressa Kunth
39. Ardisia conandroides Kaneh. & Hatus.
40. Ardisia confertiflora Merr.
41. Ardisia confusa K. Larsen & C. M. Hu
42. Ardisia congesta Ridl.
43. Ardisia congestiflora C. M. Hu
44. Ardisia conglomerata Lundell
45. Ardisia conoidea Lundell
46. Ardisia conraui Gilg
47. Ardisia conspersa E. Walker
48. Ardisia cookii Lundell
49. Ardisia copelandii Mez
50. Ardisia copeyana Standl.
51. Ardisia cornudentata Mez
52. Ardisia corymbifera Mez
53. Ardisia costaricensis Lundell
54. Ardisia crassa C. B. Clarke
55. Ardisia crasseovata B. C. Stone
56. Ardisia crassipedicellata Lundell
57. Ardisia crassipes Lundell
58. Ardisia crassiramea Standl.
59. Ardisia crassirhiza Z.X.Li & F.W.Xing ex C.M.Hu
60. Ardisia crassiuscula C. M. Hu
61. Ardisia creaghii Ridl.
62. Ardisia crenata Sims
63. Ardisia crispa (Thunb.) A. DC.
64. Ardisia croatii Lundell
65. Ardisia crotonifolia C. M. Hu & J. E. Vidal
66. Ardisia cumingiana A. DC.
67. Ardisia cuneata Lundell
68. Ardisia curranii Merr.
69. Ardisia curtiflora Elmer
70. Ardisia curvistyla Y. P. Yang
71. Ardisia curvula C. Y. Wu & C. Chen
72. Ardisia cuspidata Benth.
73. Ardisia cymosa Blume

## D
1. Ardisia daklakensis C. M. Hu & Nuraliev
2. Ardisia daphinifolia C. M. Hu
3. Ardisia darienensis Lundell
4. Ardisia darlingii Merr.
5. Ardisia dasyneura Mez
6. Ardisia dasyrhizomatica C. Y. Wu & C. Chen
7. Ardisia dawnaea C. E. Parkinson
8. Ardisia decurviflora Mez
9. Ardisia dekinderi Govaerts
10. Ardisia demissa Miq.
11. Ardisia denhamioides S. Moore
12. Ardisia denigrata C. M. Hu
13. Ardisia densilepidotula Merr.
14. Ardisia densipunctata C. M. Hu
15. Ardisia dentata (A. DC.) Mez
16. Ardisia denticulata Blume
17. Ardisia devogelii B. C. Stone
18. Ardisia devredii Taton
19. Ardisia dewildei C. M. Hu
20. Ardisia dewitiana Taton
21. Ardisia dictyoneura Urb.
22. Ardisia didymopora (H. Perrier) Capuron
23. Ardisia diffusa Merr.
24. Ardisia discolor H. Lév.
25. Ardisia disticha A. DC.
26. Ardisia divergens Roxb.
27. Ardisia diversifolia Koord. & Valeton
28. Ardisia diversilimba Merr.
29. Ardisia dodgei Standl.
30. Ardisia doeringiana Malm
31. Ardisia dolichocalyx Taton
32. Ardisia dom Cheek
33. Ardisia dukei Lundell
34. Ardisia dumicola C. M. Hu & J. E. Vidal
35. Ardisia dunlapiana P. H. Allen
36. Ardisia dwyeri Lundell

## E
1. Ardisia ebo Cheek
2. Ardisia ebolowensis Taton
3. Ardisia eglandulosa H. R. Fletcher
4. Ardisia elliptica Thunb.
5. Ardisia elmeri Mez
6. Ardisia elocellata C. M. Hu
7. Ardisia ensifolia E. Walker
8. Ardisia escallonioides Schiede & Deppe ex Schltdl. & Cham.
9. Ardisia etindensis Taton
10. Ardisia eucuneata (Lundell) Pipoly & Ricketson
11. Ardisia evrardii Pit.
12. Ardisia eximia Miq.

## F
1. Ardisia faberi Hemsl.
2. Ardisia fasciculata C. T. White
3. Ardisia fasciculiflora C. M. Hu & J. E. Vidal
4. Ardisia fendleri Lundell
5. Ardisia ferox Furtado
6. Ardisia ferrugineopilosa H. R. Fletcher
7. Ardisia ficifolia K. Larsen & C. M. Hu
8. Ardisia filiformis E. Walker
9. Ardisia filipendula C. M. Hu & J. E. Vidal
10. Ardisia filipes C. T. White
11. Ardisia fimbriata H. R. Fletcher
12. Ardisia fimbrillifera Lundell
13. Ardisia flavida Pipoly
14. Ardisia fletcheri K. Larsen & C. M. Hu
15. Ardisia florida Pit.
16. Ardisia foetida Willd. ex Roem. & Schult.
17. Ardisia foliosa Furtado
18. Ardisia folsomii Lundell
19. Ardisia forbesii S. Moore
20. Ardisia fordii Hemsl.
21. Ardisia fortis Mez
22. Ardisia fruticosa Lundell
23. Ardisia fuertesii Urb.
24. Ardisia fuliginosa Blume
25. Ardisia fulva King & Gamble
26. Ardisia furfuracea Standl.
27. Ardisia furfuracella Standl.
28. Ardisia furva Ridl.

## G
1. Ardisia gambleana Furtado
2. Ardisia gamblei (M.P.Nayar & G.S.Giri) comb. ined.
3. Ardisia garcinifolia Pit.
4. Ardisia gardneri C. B. Clarke
5. Ardisia garubahaya C. M. Hu
6. Ardisia gasingoides Julius & Utteridge
7. Ardisia geissanthoides Mez
8. Ardisia generalensis Ricketson & Pipoly
9. Ardisia geniculata Lundell
10. Ardisia gigantea Ricketson & Pipoly
11. Ardisia gigantifolia Stapf
12. Ardisia gjellerupii Mez
13. Ardisia glanduligera Ridl.
14. Ardisia glandulosomarginata Oerst.
15. Ardisia glauca Mez
16. Ardisia glauciflora Urb.
17. Ardisia glomerata Lundell
18. Ardisia glomeriflora J. F. Morales
19. Ardisia goodenoughii Furtado
20. Ardisia gordonii Ricketson & Pipoly
21. Ardisia gorgonae Cuatrec.
22. Ardisia gracilenta C. M. Hu & J. E. Vidal
23. Ardisia graciliflora Pit.
24. Ardisia gracillima K. Larsen & C. M. Hu
25. Ardisia granatensis Mez
26. Ardisia grandifolia A. DC.
27. Ardisia griffithii C. B. Clarke
28. Ardisia grisebachiana (Kuntze) Alain
29. Ardisia guancheana Lundell
30. Ardisia guianensis (Aubl.) Mez

## H
1. Ardisia hagenii Lundell
2. Ardisia hallei Taton
3. Ardisia hammelii Lundell
4. Ardisia hanceana Mez
5. Ardisia harmandii Pierre ex Pit.
6. Ardisia helferiana Kurz
7. Ardisia herrerana Pipoly & Ricketson
8. Ardisia heterotricha (Lundell) Lundell
9. Ardisia hintonii Lundell
10. Ardisia hokouensis Yuen P. Yang
11. Ardisia hosei Merr.
12. Ardisia huallagae Mez
13. Ardisia hugonensis (Lundell) Lundell
14. Ardisia hulletii Mez
15. Ardisia humilis Vahl
16. Ardisia hyalina Lundell
17. Ardisia hylandii Jackes
18. Ardisia hymenandroides W. N. Takeuchi
19. Ardisia hypargyrea C. Y. Wu & C. Chen

## I
1. Ardisia icara Buch.-Ham. ex Wall.
2. Ardisia illicioides C. M. Hu & J. E. Vidal
3. Ardisia ilocana Merr.
4. Ardisia imbakensis Utteridge & Julius
5. Ardisia imperialis K. Schum.
6. Ardisia impressa H. R. Fletcher
7. Ardisia insignis Mez & Pittier
8. Ardisia integra K. Larsen & C. M. Hu
9. Ardisia interjacens C. M. Hu & J. E. Vidal
10. Ardisia involucrata Kurz
11. Ardisia ionantha K. Larsen & C. M. Hu
12. Ardisia irasuensis Oerst.
13. Ardisia iwahigensis Elmer
14. Ardisia ixorifolia Pit.

## J
1. Ardisia jamaicensis Lundell
2. Ardisia japonica (Thunb.) Blume
3. Ardisia javanica A. DC.
4. Ardisia jefeana Lundell
5. Ardisia junghuhniana Miq.

## K
1. Ardisia kachinensis Mez
2. Ardisia kainantuensis Sleumer
3. Ardisia kajumarina C. M. Hu
4. Ardisia kalimbahin Magtoto
5. Ardisia keenanii C. B. Clarke
6. Ardisia keithleyi Merr.
7. Ardisia kennedyae Ricketson & Pipoly
8. Ardisia kerrii Craib
9. Ardisia khasiana C. B. Clarke
10. Ardisia killipii A. C. Sm.
11. Ardisia knappiae (Lundell) Lundell
12. Ardisia korthalsiana Scheff.
13. Ardisia kostermansii B. C. Stone
14. Ardisia koupensis Taton
15. Ardisia krauensis Julius, Syahida-Emiza & Utteridge
16. Ardisia kunstleri King & Gamble
17. Ardisia kurzii C. B. Clarke

## L
1. Ardisia labisiifolia King & Gamble
2. Ardisia laciniata Mez
3. Ardisia laevigata Blume
4. Ardisia lallaniana R. Kr. Singh
5. Ardisia lamdongensis C. M. Hu & J. E. Vidal
6. Ardisia lammersiana W. N. Takeuchi
7. Ardisia lankaensis Kosterm.
8. Ardisia lankawiensis King & Gamble
9. Ardisia lauracea Mez
10. Ardisia lauriformis Pit.
11. Ardisia lauterbachii Sleumer
12. Ardisia laxa Mez
13. Ardisia laxiflora Merr.
14. Ardisia lecomtei Pit.
15. Ardisia ledermannii Mez
16. Ardisia lepidotula Merr.
17. Ardisia leptalea B. C. Stone
18. Ardisia letestui Taton
19. Ardisia lethomasiae Taton
20. Ardisia letouzeyi Taton
21. Ardisia leuserensis C. M. Hu
22. Ardisia leytensis Merr.
23. Ardisia liebmannii Oerst.
24. Ardisia liesneri Lundell
25. Ardisia lindleyana D. Dietr.
26. Ardisia lingula B. C. Stone
27. Ardisia lisowskii Taton & Lejoly
28. Ardisia livida Mez
29. Ardisia loheri Merr.
30. Ardisia longicaudata Lundell
31. Ardisia longipedicellata H. R. Fletcher
32. Ardisia longipetiolata Merr.
33. Ardisia loretensis Lundell
34. Ardisia loureiroana (G. Don) Merr.
35. Ardisia lucida Merr.
36. Ardisia lucidula C. M. Hu & J. E. Vidal
37. Ardisia lundelliana Pipoly
38. Ardisia luquillensis (Britton) Alain
39. Ardisia lurida Blume
40. Ardisia lustrata B. C. Stone
41. Ardisia luzonensis C. Presl

## M
1. Ardisia macgregorii Merr.
2. Ardisia maclurei Merr.
3. Ardisia macrocalyx Scheff.
4. Ardisia macrocarpa Wall.
5. Ardisia macrophylla Reinw. ex Blume
6. Ardisia macrosepala Pit.
7. Ardisia maehongsonia K. Larsen & C. M. Hu
8. Ardisia maestrensis Urb.
9. Ardisia magnifica Mez
10. Ardisia malipoensis C. M. Hu
11. Ardisia mameyensis Ricketson & Pipoly
12. Ardisia mamillata Hance
13. Ardisia manglillo Cuatrec.
14. Ardisia manitzii Panfet
15. Ardisia marceliana Govaerts
16. Ardisia marginata Blume
17. Ardisia marojejyensis James M. Mill. & Pipoly
18. Ardisia mawaiensis Furtado ex B. C. Stone
19. Ardisia maxima Pit.
20. Ardisia maxonii Standl.
21. Ardisia mayumbensis (R. D. Good) Taton
22. Ardisia mcphersonii Pipoly
23. Ardisia medogensis C. M. Hu & G. Hao
24. Ardisia megalocarpa Ridl.
25. Ardisia meghalayensis M. P. Nayar & G. S. Giri
26. Ardisia megistophylla Lundell
27. Ardisia megistosepala Merr.
28. Ardisia meijeri C. M. Hu
29. Ardisia melastomoides Pit.
30. Ardisia membranifolia Mez
31. Ardisia merrillii E. Walker
32. Ardisia mexicana (Oerst.) Lundell
33. Ardisia meziana King & Gamble
34. Ardisia mezii Elmer
35. Ardisia micranthera Pit.
36. Ardisia microcarpa (Pit.) Ricketson & Pipoly
37. Ardisia microsoropsis B. C. Stone
38. Ardisia mildbraedii (Gilg & G. Schellenb.) Taton
39. Ardisia milleflora Mez
40. Ardisia milneensis C. M. Hu
41. Ardisia mindanaensis Mez
42. Ardisia minor King & Gamble
43. Ardisia minutiflora Lundell
44. Ardisia miqueliana Scheff.
45. Ardisia mirabilis Pit.
46. Ardisia mirandae Merr.
47. Ardisia mjoebergii Merr.
48. Ardisia mogotensis Urb.
49. Ardisia monilipila B. C. Stone
50. Ardisia monsalveae Pipoly
51. Ardisia monticola Ridl.
52. Ardisia morobeensis Sleumer
53. Ardisia morotaiensis C. M. Hu
54. Ardisia multipunctata H. R. Fletcher
55. Ardisia muluensis B. C. Stone
56. Ardisia murtonii H. R. Fletcher
57. Ardisia myriosticta K. Schum.
58. Ardisia myrsinoides Pit.

## N
1. Ardisia nagaensis Julius, Kajita & Utteridge
2. Ardisia nagelii Mez
3. Ardisia nana Pipoly & Ricketson
4. Ardisia neglecta M. P. Nayar & G. S. Giri
5. Ardisia negroensis Mez
6. Ardisia neonobotrys K. Schum.
7. Ardisia neriifolia Wall. ex A. DC.
8. Ardisia nervosa H. R. Fletcher
9. Ardisia nervosissima Lundell
10. Ardisia nevermannii Standl.
11. Ardisia nhatrangensis C. M. Hu & J. E. Vidal
12. Ardisia niambiensis Pipoly & Cogollo
13. Ardisia nigrescens Oerst.
14. Ardisia nigrita Lundell
15. Ardisia nigromaculata Merr.
16. Ardisia nigropilosa Pit.
17. Ardisia nigropunctata Oerst.
18. Ardisia nigrovirens J. F. Macbr.
19. Ardisia novitensis Lundell
20. Ardisia nurii Furtado
21. Ardisia nutantiflora S. Z. Mao & C. M. Hu

## O
1. Ardisia obovata Desv.
2. Ardisia obovatifolia Merr.
3. Ardisia obscurinervia Merr.
4. Ardisia obtusa Mez
5. Ardisia odontophylla Wall. ex A. DC.
6. Ardisia olivacea E. Walker
7. Ardisia omalocarpa Ridl.
8. Ardisia omissa C. M. Hu
9. Ardisia oocarpa Stapf
10. Ardisia opaca Lundell
11. Ardisia opegrapha Oerst.
12. Ardisia ophirensis (C. B. Clarke) Mez
13. Ardisia ordinata E. Walker
14. Ardisia oreophila C. M. Hu
15. Ardisia ototomoensis Taton
16. Ardisia oxyphylla Wall. ex A. DC.

## P
1. Ardisia pachyrrhachis F. Muell.
2. Ardisia pachysandra (Wall. ex Roxb.) Mez
3. Ardisia palawanensis Merr.
4. Ardisia pallidiflora Ridl.
5. Ardisia palmana Donn. Sm.
6. Ardisia palustris K. Larsen & C. M. Hu
7. Ardisia panamensis Lundell
8. Ardisia paradoxa C. M. Hu & J. E. Vidal
9. Ardisia paralleloneura K. Larsen & C. M. Hu
10. Ardisia paschalis Donn. Sm.
11. Ardisia patentiradiosa C. M. Hu & Nuraliev
12. Ardisia pauciflora B. Heyne ex Roxb.
13. Ardisia paupera Mez
14. Ardisia pedalis E. Walker
15. Ardisia pedunculata H. R. Fletcher
16. Ardisia pedunculosa Wall.
17. Ardisia pellucida Oerst.
18. Ardisia pentaglossa B. C. Stone
19. Ardisia pergamacea (Miq.) Mez
20. Ardisia perinsignis Lundell
21. Ardisia perissa B. C. Stone
22. Ardisia perreticulata C. Chen
23. Ardisia perrottetiana A. DC.
24. Ardisia petelotii Walker
25. Ardisia petila B. C. Stone
26. Ardisia petocalyx Scheff.
27. Ardisia phaeoneura C. M. Hu
28. Ardisia phankelociana C. M. Hu & G. Hao
29. Ardisia picardae Urb. ex Mez
30. Ardisia pierreana Taton
31. Ardisia pilosa H. R. Fletcher
32. Ardisia pingbienensis Yuen P. Yang
33. Ardisia pitardii C. M. Hu & J. E. Vidal
34. Ardisia pleurobotrya Donn. Sm.
35. Ardisia pluvialis Pipoly
36. Ardisia poilanei Pit.
37. Ardisia polyactis Mez
38. Ardisia polyadenia Gilg
39. Ardisia polycephala Wall.
40. Ardisia polygama (Roxb.) A. DC.
41. Ardisia polylepis Mez
42. Ardisia polysticta Miq.
43. Ardisia popayanensis Mez
44. Ardisia poranthera F. Muell. & C. Moore
45. Ardisia porifera E. Walker
46. Ardisia porosa C. B. Clarke
47. Ardisia praetervisa C. M. Hu
48. Ardisia premnifolia C. M. Hu
49. Ardisia premontana Pipoly
50. Ardisia primulifolia Gardner & Champ.
51. Ardisia prionota Walker
52. Ardisia procera Capuron
53. Ardisia prolifera C. M. Hu & J. E. Vidal
54. Ardisia prunifolia C. M. Hu & J. E. Vidal
55. Ardisia pseudocuspidata Pipoly & Ricketson
56. Ardisia pseudoracemiflora Pipoly
57. Ardisia psychotriiphylla Pit.
58. Ardisia pterocaulis Miq.
59. Ardisia pteropoda Miq.
60. Ardisia puberula H. R. Fletcher
61. Ardisia pubicalyx Miq.
62. Ardisia pubivenula E. Walker
63. Ardisia pulchella Mez
64. Ardisia pulverulenta Mez
65. Ardisia pulvinulata B. C. Stone
66. Ardisia punicea H. R. Fletcher
67. Ardisia purpurea Reinw. ex Blume
68. Ardisia purpureovillosa C. Y. Wu & C. Chen ex C. M. Hu
69. Ardisia purseglovei Furtado
70. Ardisia pusilla A. DC.
71. Ardisia pustulata Mez
72. Ardisia pygmaea Merr.
73. Ardisia pyramidalis (Cav.) Pers. ex A. DC.
74. Ardisia pyrotechnica Julius, Tagane & Utteridge
75. Ardisia pyrsocoma B. C. Stone

## Q
1. Ardisia quangnamensis C. M. Hu & J. E. Vidal
2. Ardisia quinquegona Blume

## R
1. Ardisia racemibunda B. C. Stone
2. Ardisia racemigera Mez
3. Ardisia racemosopaniculata Mez
4. Ardisia ramondiiformis Pit.
5. Ardisia rapaneifolia C. M. Hu & J. E. Vidal
6. Ardisia rarescens Standl.
7. Ardisia ravida C. M. Hu & J. E. Vidal
8. Ardisia reclinata Scheff.
9. Ardisia recliniflora Pit.
10. Ardisia recurvata C. M. Hu
11. Ardisia recurvipetala Julius, Siti-Munirah & Utteridge
12. Ardisia recurvisepala Julius & Utteridge
13. Ardisia replicata E. Walker
14. Ardisia reptans Merr.
15. Ardisia retinervia Ridl.
16. Ardisia retroflexa E. Walker
17. Ardisia revoluta Kunth
18. Ardisia reynosoi B. C. Stone
19. Ardisia rhodochroa C. M. Hu & J. E. Vidal
20. Ardisia rhynchophylla C. B. Clarke
21. Ardisia ridleyi King & Gamble
22. Ardisia ridsdalei C. M. Hu
23. Ardisia rigida Kurz
24. Ardisia rigidifolia Lundell
25. Ardisia rivularis Merr.
26. Ardisia romanii Elmer
27. Ardisia rosea King & Gamble
28. Ardisia roseiflora Pit.
29. Ardisia rothii A. DC.
30. Ardisia rubescens Pit.
31. Ardisia rubicunda C. M. Hu
32. Ardisia rubiginosa Miq.
33. Ardisia rubricaulis S. Z. Mao & C. M. Hu
34. Ardisia rubroglandulosa H. R. Fletcher
35. Ardisia rudis J. Sinclair
36. Ardisia ruedae Ricketson & Pipoly
37. Ardisia rumphii Merr.
38. Ardisia russellii M. P. Nayar & G. S. Giri
39. Ardisia ruthiae B. C. Stone

## S
1. Ardisia sadebeckiana Gilg
2. Ardisia sadirioides C. M. Hu & P. K. Lôc
3. Ardisia sagoensis C. M. Hu
4. Ardisia saligna Mez
5. Ardisia samarensis Merr.
6. Ardisia sanmartensis (Rusby) Standl.
7. Ardisia sapida Cuatrec.
8. Ardisia sarawakensis Merr.
9. Ardisia sauraujifolia Pit.
10. Ardisia scabrida Mez
11. Ardisia scalarinervis E. Walker
12. Ardisia scalaris Mez
13. Ardisia scheryi Lundell
14. Ardisia schippii Standl.
15. Ardisia schlechteri Gilg
16. Ardisia schultzei Mez
17. Ardisia scortechinii King & Gamble
18. Ardisia serrata (Cav.) Pers.
19. Ardisia sessilifolia Mez
20. Ardisia sessilis Scheff.
21. Ardisia sharoniae Manjato, Ravololoman. & Razakamal.
22. Ardisia shweliensis W. W. Sm.
23. Ardisia sibulanensis Elmer
24. Ardisia sicula B. C. Stone
25. Ardisia sideromalla K. Schum.
26. Ardisia sieboldii Miq.
27. Ardisia sigillata B. C. Stone
28. Ardisia silamensis Utteridge, Julius & Suzana
29. Ardisia silvestris Pit.
30. Ardisia singularis B. C. Stone
31. Ardisia sinuata King & Gamble
32. Ardisia smaragdina Pit.
33. Ardisia smaragdinoides Yahara & Tagane
34. Ardisia smurfitana Ricketson & Pipoly
35. Ardisia solida B. C. Stone
36. Ardisia sonchifolia Mez
37. Ardisia sorogensis C. M. Hu
38. Ardisia spanoghei Scheff.
39. Ardisia sphenobasis Scheff.
40. Ardisia spiciformis C. M. Hu
41. Ardisia spilota B. C. Stone
42. Ardisia splendens Pit.
43. Ardisia squarrosa Mez
44. Ardisia staudtii Gilg
45. Ardisia stichantha B. C. Stone
46. Ardisia stipitata H. R. Fletcher
47. Ardisia stonei Sasidh. & Sivar.
48. Ardisia storkii Lundell
49. Ardisia subcrenulata Lundell
50. Ardisia sublanceolata Hochr.
51. Ardisia sublepidota Merr.
52. Ardisia suboppositifolia C. M. Hu & J. E. Vidal
53. Ardisia subpilosa H. R. Fletcher
54. Ardisia subsessilifolia Lundell
55. Ardisia subtilis S. Moore
56. Ardisia subverticillata Julius & Utteridge
57. Ardisia sulcata Mez
58. Ardisia sumatrana Miq.
59. Ardisia symplocifolia (C. Chen) K. Larsen & C. M. Hu

## T
1. Ardisia tachibana Makino
2. Ardisia tahanica King & Gamble
3. Ardisia talamancensis Ricketson & Pipoly
4. Ardisia tanycardia B. C. Stone
5. Ardisia tarariae Lundell
6. Ardisia tayabensis Merr.
7. Ardisia taytayensis Merr.
8. Ardisia tenuicaulis Lundell
9. Ardisia tenuis Lundell
10. Ardisia ternatensis Scheff.
11. Ardisia tetramera K. Larsen & C. M. Hu
12. Ardisia tetrasepala King & Gamble
13. Ardisia teysmanniana Scheff.
14. Ardisia theifolia King & Gamble
15. Ardisia thomsonii Mez
16. Ardisia tilaranensis Standl.
17. Ardisia tinctoria Pit.
18. Ardisia tinifolia Sw.
19. Ardisia tomentosa C. Presl
20. Ardisia torsiva C. M. Hu
21. Ardisia tortuguerensis Ricketson & Pipoly
22. Ardisia translucida H. R. Fletcher
23. Ardisia trichogyne B. C. Stone
24. Ardisia tristis K. Larsen & C. M. Hu
25. Ardisia tuberculata Wall.
26. Ardisia tuerckheimii Donn. Sm.
27. Ardisia tumida Furtado
28. Ardisia turbinata B. C. Stone
29. Ardisia tysonii Lundell

## U
1. Ardisia unguiensis Lundell
2. Ardisia uniflora K. Larsen & C. M. Hu
3. Ardisia urbanii Stearn
4. Ardisia uregaensis Taton
5. Ardisia ursina Lundell

## V
1. Ardisia vaughanii Ridl.
2. Ardisia velutina Pit.
3. Ardisia venosa Mast. ex Donn. Sm.
4. Ardisia venulosa C. M. Hu
5. Ardisia venusta S. Moore
6. Ardisia verapazensis Donn. Sm.
7. Ardisia verbascifolia Mez
8. Ardisia verdisepala Ricketson & Pipoly
9. Ardisia vernicosa Mez
10. Ardisia vesca Lundell
11. Ardisia viburnifolia Pit.
12. Ardisia vidalii C. M. Hu
13. Ardisia vietnamensis C. M. Hu & J. E. Vidal
14. Ardisia villosa Roxb.
15. Ardisia viminea Ridl.
16. Ardisia violacea (T. Suzuki) W. Z. Fang & K. Yao
17. Ardisia vohimenensis Manjato, Ravololoman. & Razakamal.

## W
1. Ardisia waitakii C. M. Hu
2. Ardisia wallichii A. DC.
3. Ardisia warburgiana Mez
4. Ardisia weberbaueri Mez
5. Ardisia websteri Pipoly
6. Ardisia wedelii Lundell
7. Ardisia whitmorei Julius & Utteridge
8. Ardisia wightiana (Wall. ex A. DC.) Mez
9. Ardisia willisii Mez

## Y
1. Ardisia yatesii Merr.

## Z
1. Ardisia zambalensis Merr.
2. Ardisia zenkeri Gilg
3. Ardisia zeylanica (Gaertn.) Lam. ex Forsyth fil.

## Hibridi
1. Ardisia ×walkeri Y. P. Yang